# الجميلية
الجميلية قرية صغيرة تقع في وسط غرب دولة قطر ولا يتجاوز عدد سكانها الألف نسمة، تبعد عن الدوحة عاصمة قطر حوالي 75 كيلو متر، ومن أقرب المدن القطرية لها مدينة دخان، والتي تبعد عنها حوالي 35 كيلو متر.

أنتعشت مدينة الجميلية في السبعينيات إلى التسعينيات من القرن الماضي 1970 م - 1990 م في عهد الشيخ خليفة بن حمد ال ثاني لما توفر فيها من مرافق خدمية كانت مناسبة في ذلك الوقت:
(مركز شرطة - مركز صحي - مبنى لوزارة البلدية - مدراس للبنين وللبنات).
ولكن نظرًا إلى توقف التطور في مدينة الجميلية مقارنة مع المناطق الأخرى دفع سكان المنطقة إلى الهجرة الداخلية وذلك بنتقالهم إلى مناطق بقرب العاصمة الدوحة.